# Атол Фаафу
Атол Фаафу (мальд. ނިލަންދެއަތޮޅު ދެކުނުބުރި), або атол Північний Ніландхе - адміністративна одиниця Мальдівських островів. Вона відповідає природному атолу з такою ж назвою. Адміністративний центр атола Фаафу розташовується на острові Ніландхоо. 

## Адміністративний поділ
Хаа Аліф, Хаа Даалу, Шавійані, Ноону, Раа, Баа, Каафу і т.д. є буквеними позначеннями, присвоєними сучасним адміністративним одиницям Мальдівських островів. Вони не є власними назвами атолів, які входять до складу цих адміністративних одиниць. Деякі атоли розділені між двома адміністративними одиницями, в інші адміністративні одиниці входять два або більше атолів. Порядок буквених позначень йде з півночі на південь по буквах алфавіту тана, який використовується в мові дивехи. Ці позначення неточні з географічної та культурної точки зору, проте популярні серед туристів та іноземців, які прибувають на Мальдіви. Вони знаходять їх простішими і такими, що запам'ятовуються у порівнянні зі справжніми назвами атолів на мові дивехи (крім пари винятків, як, наприклад, атол Арі ). 

## Населені острови
До складу атола Фаафу входять 6 (шість) островів, які мають постійне місцеве населення: Білледхоо, Дхаранбудгу, Фееалі, Філітхейо, Магоодхоо і Ніландхоо. 

## Історія
Атол має багатий археологічний матеріал. 
На острові Ніландхоо Тур Хейєрдал досліджував індуїстський храм значних розмірів, там також розташована і друга найстаріша мечеть на Мальдівах, яка була спочатку побудована султаном Мохаммедом ібн Абдуллою в 1153-1166 роках. 